# Boukary Dramé
Boukary Dramé (* 22. Juli 1985 in Villepinte) ist ein in Frankreich geborener senegalesischer Fußballspieler.

## Karriere

### Verein
Dramé kommt aus der Jugendabteilung von Paris Saint-Germain und stand seit der Saison 2005/06 im Profikader der Hauptstädter. Zuvor spielte er bereits im Jugendteam von CSL Aulnay-sous-Bois. Am 11. September 2005 gab er sein Debüt in der Ligue 1 gegen Racing Straßburg. Im Finale um den Französischen Pokal 2006, welches Paris mit 2:1 gegen Olympique Marseille gewinnen konnte, kam er nicht zum Einsatz. In seiner ersten Saison in Paris kam er auf vier Ligaeinsätze und zwei weitere im Pokalwettbewerb. Im Sommer 2007 entschied sich Dramé zu einem Vereinswechsel und schloss sich dem FC Sochaux an. Nachdem er dort auf nur zehn Ligaeinsätze gekommen war, wurde er für 2008/09 an den spanischen Vertreter Real Sociedad verliehen. Dieses Leihgeschäft wurde am letzten Tag der Sommertransferperiode eingefädelt.
Nach einer dreijährigen Station bei Chievo Verona folgte 2014 der Wechsel zu Atalanta Bergamo. Nach dreieinhalb Jahren und 64 Ligaspielen für Atalanta wechselte Dramé im Januar 2018 zu SPAL Ferrara.

### Nationalmannschaft
Der Linksaußenverteidiger ist aktueller Nationalspieler der senegalesischen Fußballnationalmannschaft. Sein Debüt im Nationaldress gab Dramé am 8. Oktober 2005 gegen Mali im Qualifikationsspiel zum Afrika-Cup. Kurz darauf stand er auch im Kader der Senegalesen für den Afrika-Cup 2006. In der Gruppe D konnte man sich glücklich als zweitplatziertes Team durchsetzen. Am Ende wurde der 4. Platz erreicht.

## Erfolge
- Coupe de France mit Paris Saint-Germain: 2006